# Royaume de Niani
Ne doit pas être confondu avec Niani.
XIVe siècle – 1888
Entités précédentes :
- Empire du Mali

Entités suivantes :
- Colonie et protectorat de Gambie
- Colonie du Sénégal

Niani était un royaume mandingue situé sur la rive nord du fleuve Gambie du XIVe siècle environ jusqu'à la fin du XIXe siècle dans ce qui est aujourd'hui la Gambie et le Sénégal .

## Histoire

### Fondation
Les histoires orales racontent que, au cours du XIVe siècle, de nombreux membres du clan Kamara ont quitté la ville de Niani dans l'Empire du Mali après une rébellion ratée contre les Mansa. Ils s'installèrent d'abord au Kaabu, puis traversèrent le fleuve Gambie. À l'époque, la région faisait partie du royaume de Wuli, mais certaines sources affirment que les Kamara ont reçu la terre des Buur-ba de l' empire du Djolof. Deux frères, Cansia et Mansaly Kamara, établirent des branches séparées de la famille à Niani, Cansia fondant Koumpentoum comme capitale de son nouveau royaume, du nom de la patrie qu'ils avaient laissée derrière eux. Les Kamara dirigeront l'État jusqu'à son incorporation dans la colonie française du Sénégal à la fin du XIXe siècle La capitale fut ensuite déplacée à Diambour, puis finalement à Ndougousine au XIXe siècle.
Les historiens contemporains ont suggéré que l'élite mandingue de Niani et de Wuli n'a pas, en fait, immigré de la région du Manding, mais qu'elle serait venue bien plus tôt, de Bambouk et de la haute vallée du fleuve Sénégal. L’histoire de la migration pourrait être une dramatisation de ce qui était en réalité un processus graduel de transformation ethnique sous l’hégémonie culturelle et politique de l’Empire du Mali.

### Apogée
Toujours un centre important, l'arrivée des Européens au XVe siècle a grandement stimulé le commerce de Niani, notamment en canalisant l'or de Bambuk et de Bure vers la Gambie. Nianimaru, un village marquant le point navigable le plus éloigné du fleuve pour les grands navires, était particulièrement prospère. Les réfugiés Torodbe du Fouta-Toro à la fin du XVIIIe et au début du XIXe siècle ont progressivement islamisé le royaume, bien que l'aristocratie ait conservé ses croyances traditionnelles.

### Colonialisme
Au cours du XIXe siècle, le Niani supérieur et le Niani inférieur étaient gouvernés par des branches Kamara distinctes,. Au cours des premières décennies, Kimintan Kamara tua ses frères aînés pour s'emparer du trône du Haut-Niani et établir une nouvelle capitale à Ndougousine.
En 1823, Kolli Kamara, roi de Kataba (bas Niani) céda l'île MacCarthy aux Britanniques, qui y construisirent Georgetown. Un conflit éclata lorsque les colons demandèrent du travail à Niani, mais les Kamara envoyèrent une armée à la place, forçant les Britanniques à se réfugier dans leur nouveau fort. Une contre-attaque sur Ndougousine échoua, les Mandingues capturant deux canons,.
Les guerres maraboutiques du XIXe siècle à l'échelle régionale, en particulier les campagnes de Mahmadu Lamine, ont dévasté le commerce régional et l'économie de Niani. En 1888, le royaume signe un traité de protectorat avec la France, mettant fin à son indépendance.